# 缊布
縕布（1739年—1809年），金佳氏，又名金縕布，满洲正黄旗人，清朝政治人物、工部尚書。
縕布是乾隆朝工部尚书金简之子，早年擔任佐領。乾隆二十九年，任藍翎侍衛。乾隆三十七年，任護軍參領。乾隆四十年，任護軍統領。乾隆四十八年，改泰寧鎮總兵，兼總管內務府大臣。嘉慶三年，任鑲紅旗漢軍副都統。次年改總管內務府大臣、管理奉宸苑事務、管理造辦處事務、正藍旗滿洲副都統。后改工部左侍郎、武英殿總裁，賜紫禁城內騎馬。嘉慶四年，任正紅旗蒙古副都統，管理三山事務、暢春園事務。嘉慶五年，任兵部右侍郎。次年改正紅旗漢軍副都統，管理織染局事務，后任鑲紅旗滿洲副都統。嘉慶六年，任工部尚書、鑲紅旗漢軍都統。嘉慶九年，任崇文門副監督，管理織染局事務。